# Gimpo
Gimpo è una città della Corea del Sud nella provincia di Gyeonggi; confina con Incheon, con la quale divide la parte dell'estuario del fiume Han nella Corea del Sud, così come Seul e le poche città di Paju e Goyang.
La popolazione della città è superiore alle 220.000 persone ed è composta da più di 71.000 famiglie.
La squadra di calcio è l'Hallelujah Football Club.
L'aeroporto di Gimpo (precedentemente Kimpo International Airport) 
aveva la base all'interno della città, ma adesso fa parte di Seul.
Gli istituti scolastici si trovano nella città ed includono il Kimpo College e la Joong-ang Seungga University. In più, ci sono 24 scuole elementari, 11 scuole medie e 6 scuole superiori.